# Donna Langley
Donna Langley est une productrice déléguée britannique, présidente d'Universal Pictures. 
Elle est désignée comme Femme de pouvoir dans Variety's en 2014.
Elle est directrice de production à New Line Cinema. En 2001, elle devient vice-présidente senior de production à Universal Pictures.
Le magazine Time l'a mentionnée dans sa liste des 100 personnes les plus influentes de l'année 2024.